# ONUCA
De Grupo de Observadores de las Naciones Unidas en Centroamérica (ONUCA), of VN-waarnemersgroep in Midden-Amerika in het Nederlands, was een vredesoperatie in Midden-Amerika die op 7 november 1989 werd opgericht en op 16 januari 1992 werd beëindigd door de VN-Veiligheidsraad. De VN wilde er zeker van zijn dat de individuele staten geen steun aan opstandelingen en guerrillastrijders in andere landen gaven. De ONUCA-missie zag ook toe op het bestand in Nicaragua.
Het mandaat duurde van november 1989 tot januari 1992. Nederlandse deelnemers kwamen in aanmerking voor de Herinneringsmedaille VN-Vredesoperaties. De secretaris-generaal van de Verenigde Naties kende de deelnemende militairen en politieagenten de ONUCA-medaille toe.